# Nick Land
Nick Land, född 17 januari 1962, är en brittisk filosof och författare mest känd som företrädare för accelerationism, vilket innebär att förespråka en ökad samhällelig förändringstakt genom teknik, särskilt informationsteknik, och global kapitalism. Han har influerats av ny-marxister och hegelianer som Kojéve och Deleuze, från vilka han utvecklat sina idéer om accelerationism, som tar avstamp i dialektik och som från början är en marxistisk teori. Nick Land förutsätter och utvecklar - med hjälp av Deleuzes omarbetning av Hegel - Martin Heideggers insikter om vikten av tid och uppfattningen av tid. Han har således hämtat inspiration från den konservativa revolutionen och poststrukturalismen.[källa behövs]

## Biografi
Land undervisade i filosofi vid Warwick University från 1987 till 1998. Vid Warwick var han verksam inom Cybernetic Culture Research Unit tillsammans med Sadie Plant. Han blev med tiden allt mer kritisk mot kulturen inom universitetens filosofi departement, där han ansåg att det fanns en rädsla för att ärligt utreda etablerade tankesätt. Han lämnade så småningom den akademiska världen, men fortsatte att skriva böcker. Sedan 2020 skriver han artiklar på substack under pseudonymen Zerophilosophy och twittrar under namnet xenocosmography.[källa behövs]
En bidragande faktor till Nick Lands accelerationistiska tankar är hans tolkning av Karl Marx Kapitalet. I den ortodoxa marxismen så kommer kapitalismen kollapsa på grund av ett minskande mervärde: Mänskligt arbete är det enda som kan producera mervärde och vinst, men mer effektiva maskiner minskar ständigt behovet av arbete och därför även vinsten. Enligt Land så är det istället teknologiska innovationer i produktionskrafterna som producerar mervärde, eftersom han ser teknologisk förändring som källan till kvalitativa förändringar i naturen och samhället. Utan dessa kvalitativa förändringar så håller sig kvaliteten och mängden varor konstant över tid som en ackumulation av saker, enligt Land. Kapital investerad i ny innovation håller igång kretsloppet M-C-M’, och Land anser därför att kapitalismen är oändlig.[källa behövs]
Under senare år så har Land börjat utarbeta tankar om rasbiologi och rashygien. Tillsammans med högerextremistiska bloggaren Curtis Yarvin så har han hjälpt utveckla de antidemokratiska och antiegalitariska tankesätt bakom den nyreaktionära rörelsen.